# 丸作食茶
丸作食茶（英語：ONEZO），公司全名為宥泓食品有限公司。是一個起源於臺灣台南市的彩色珍珠創始連鎖手搖飲料品牌，世界首創一店一機現場製作珍珠，主打新鮮現做珍珠，近年積極擴展海外業務，範圍已達北美洲、亞洲、歐洲、2024年進駐印度與非洲等地，在新加玻代理則是以PlayMade （页面存档备份，存于）此品牌名稱進駐，目前全球已超過200間分店。